# Saison 2020-2021 de la LHO
 (juin 2022).
Si vous disposez d'ouvrages ou d'articles de référence ou si vous connaissez des sites web de qualité traitant du thème abordé ici, merci de compléter l'article en donnant les références utiles à sa vérifiabilité et en les liant à la section « Notes et références ».
Saison précédente Saison suivante
La saison 2020-2021 devait être la 41e saison de hockey sur glace de la Ligue de hockey de l'Ontario (LHO). Une saison régulière de 68 matchs devait débuter le 20 septembre 2020, mais le début de la campagne est toutefois remis au 1er décembre 2020 avec un calendrier de 64 rencontres à la suite des restrictions sanitaires et du nombre élevé de cas de COVID-19 en Ontario. En avril 2021, après de multiples reports, la ligue annonce l'annulation complète de la saison.